# Porți către frăție
Porți către frăție este un film românesc din 1983 regizat de Iancu Moscu.